# Marcos Portilla
Marcos Portilla (Pisco, Ica, 1949-14 de febrero de 2022) fue un exfutbolista peruano. Jugaba de delantero. Era padre de los futbolistas peruanos Giuliano Portilla, Marco Portilla y Luis Portilla.

## Trayectoria
Se inició en su ciudad natal Pisco en el club Sport Bolognesi para luego pasar al Porvenir Miraflores donde debutó profesionalmente. De una larga carrera en el futbol peruano jugó en diversos clubes destacando primero en el José Gálvez Foot Ball Club club con el cual alcanzó el cuarto lugar en el hexagonal final por el título del Campeonato Descentralizado 1972. Luego pasó al Club Universitario de Deportes, donde fue campeón en el Campeonato Descentralizado 1974, después continuó su carrera en diversos clubes entre ellos el Foot Ball Club Melgar y el Club Atlético Chalaco con el que jugó la Copa Libertadores 1980.
Luego tuvo un corto paso por Ecuador en el Bonita Banana Sporting Club. Finalmente se retiró en el Club León de Huánuco.

## Clubes
| Club                            | País    | Temporada |
| ------------------------------- | ------- | --------- |
| Porvenir Miraflores             | Perú    | 1968      |
| Club Mariscal Sucre de Deportes | Perú    | 1969-1970 |
| Atlético Deportivo Olímpico     | Perú    | 1971      |
| José Gálvez Foot Ball Club      | Perú    | 1972-1973 |
| Club Universitario de Deportes  | Perú    | 1974      |
| CNI                             | Perú    | 1975      |
| Club Social Deportivo Junín     | Perú    | 1976-1977 |
| Foot Ball Club Melgar           | Perú    | 1978      |
| Club Social Deportivo Junín     | Perú    | 1979      |
| Bonita Banana Sporting Club     | Ecuador | 1980      |
| Club Atlético Chalaco           | Perú    | 1980-1981 |
| León de Huánuco                 | Perú    | 1981      |

## Palmarés

### Como jugador

#### Campeonatos nacionales
| Título                    | Club                           | País | Año                             |
| ------------------------- | ------------------------------ | ---- | ------------------------------- |
| Primera División del Perú | Club Universitario de Deportes | Perú | Campeonato Descentralizado 1974 |